# Pinball Dreams
Pinball Dreams är ett virtuellt flipperspel från 1992 utvecklat av det svenska datorspelsföretaget Digital Illusions (sedermera EA DICE). Spelet finns bland annat utgivet till Amiga, DOS, Super NES och Atari Falcon, och på 2010-talet även till Windows, Mac OS, Linux och IOS.

## Spel
Spelet är uppbyggt i flera olika flipperspel med olika teman.
- Ignition - Ett spel med rymdtema.
- Steel Wheel - Ett spel med vilda västern-tema.
- Beat Box - Ett spel med raptema.
- Nightmare - Ett spel med skräcktema. Detta spel har också den största skärmen.